# Nandrolon
Nandrolon is een anabool steroïd met een gering masculiniserend effect. Het wordt wel toegepast bij aandoeningen waarbij het belangrijk is dat eiwitten door het lichaam worden vastgehouden, bijvoorbeeld in een herstelperiode na een chirurgische ingreep of ernstige ziekte, na verbranding of trauma, bij uitgezaaide borstkanker enz. Het is ook gebruikt als dopingmiddel.
Bij de gemiddelde man is de verhouding tussen het testosteron en nandrolon in het lichaam 50:1.